# Eusabena miltochristalis
Eusabena miltochristalis là một loài bướm đêm trong họ Crambidae.